# بيلوتوك (أغنية)
حديث الوسادة أو حديث سري أو بيلوتوك (بالإنجليزية: Pillowtalk)‏ هي أغنية للمغني الإنجليزي زين مالك، أطلقت RCA الأغنية في 29 يناير، 2016 كأول أغنية للمغني زين مالك في ألبومه الأول مايند أوف ماين.